# Mario Morcone
Mario Morcone (Caserta, 27 ottobre 1952) è un prefetto e politico italiano, commissario straordinario di Roma Capitale dal 14 febbraio 2008 al 28 aprile 2008.

## Biografia
Entra a far parte dell'amministrazione civile come consigliere di prefettura. Dopo vari incarichi, nel luglio 1992 è capo-segreteria del ministro dell'Interno Nicola Mancino.
Nominato prefetto nel 1993, in questo ruolo è stato prima a Rieti (dal 1993 al 1995), poi ad Arezzo (dal 1995 al 2000). Il 10 giugno 1999 viene nominato Prefetto di prima classe.  Poi all'estero: dal settembre 1999 nell'ambito della missione delle Nazioni Unite in Kosovo (UNMIK)  e a Kosovska Mitrovica città al confine tra Serbia e Kosovo, dove ha lavorato per l'ONU amministrando il territorio in una situazione molto conflittuale tra le forze in campo, che il suo intervento ha contribuito a migliorare.
Nel 2000 il ritorno in Italia: nominato direttore generale dell'amministrazione civile al Ministero dell'Interno, dal 2001 al 2006, e, successivamente, capo dipartimento dei vigili del fuoco e nel 2006 capo Dipartimento per le libertà civili e l'immigrazione: in questo ruolo Morcone ha portato avanti un programma di informatizzazione delle procedure per l'immigrazione regolare (click-day).
Dal 26 febbraio al 29 aprile 2008 è commissario straordinario per la provvisoria gestione del Comune di Roma dopo le dimissioni di Walter Veltroni, col conferimento dei poteri spettanti al consiglio comunale, alla giunta e al sindaco.
Nel 2010 è direttore dell'Agenzia nazionale per l'amministrazione e la destinazione dei beni sequestrati e confiscati alla criminalità organizzata. Fino al dicembre 2010 è direttore responsabile della rivista “libertàcivili” (FrancoAngeli).
Nel marzo 2011 è candidato a sindaco della città di Napoli, con una lista civica sostenuta da Partito Democratico e SEL, ma non accede al ballottaggio, superato da Luigi De Magistris (IdV) e da Gianni Lettieri (PdL). Nel giugno 2011 viene sostituito all'Agenzia beni confiscati e destinato all'incarico di ristrutturazione della rete delle prefetture italiane. Durante il governo di Mario Monti è capo di gabinetto del ministro Andrea Riccardi.
Dal giugno 2014 è di nuovo Capo del Dipartimento per le Libertà Civili e l'Immigrazione presso il Ministero dell'Interno.
Nel gennaio 2017 viene nominato Capo di Gabinetto del Ministero dell'Interno, in sostituzione del Prefetto Luciana Lamorgese, destinata alla guida della Prefettura di Milano.
Il 26 giugno 2018 viene nominato direttore del CIR, Consiglio Italiano per i Rifugiati.